# أكل البويضات
أكل البويضات (/oʊˈɒfədʒi/ ) وتنطق (أو-أو-فا-دجي) أو آكل بَيْضِهِ في بعض الأحيان يعني أكل البويضات حرفيا «التغذي على البيض»، هو قيام الأجنة بالتغذي على البويضات التي ينتجها المبيض في حين لا تزال داخل رحم الأم. كلمة (oophagy) يتكون من مقطعين من اللغة  اللاتينية (ᾠόν (ōion وتعني بيض و (φᾱγεῖν (phāgein وتعني التغذي . في المقابل، أكل لحوم البشر هو أكل لحوم الأجنة متعددة الخلايا.
يعتقد أن التغذي على البويضات يحدث في جميع أسماك القرش من فصيلة  لمنيات الشكل كما يحدث في بعض الفصائل الأخرى. 
قد تجعل هذه الممارسة الجنين أكبر حجمًا أو تعده من أجل حياة الافتراس.
هناك اختلافات في مدى أكل البويضات بين مختلف أنواع أسماك القرش. في قرش الرمل الببري (القرش الثور)يأكل الجنين لحوم أشقاءه، حيث يتغذى أول الأجنة نموًا على البويضات الزائدة وعلى بقية الأجنة النامية. يضع  القرش الصائد الاسطواني ‏  كبسولات البيض التي تحتوي على 30-80 بويضة حيث تنمو بويضة واحدة بينما تندمج البقية مكونة كيس محي خارجي. يتغذى الجنين على المح ثم يتطور بشكل طبيعي دون تناول المزيد من البيض.
يستخدم أكل البويضات أيضا للإشارة إلى المزيد من سلوكيات أكل البيض مثل تلك التي تمارس من قبل بعض الثعابين. وبالمثل، يمكن استعمال هذا المصطلح لوصف تدمير البيض غير الملكي في أعشاش الزنابير، النحل والنمل. حيث يمارس أكل البيوض لزيادة دورة الطاقة والحصول على المزيد من البروتين. ويستخدم أيضًا كوسيلة لإنشاء تسلسل الهرمي للقيادة؛ حيث تأكل الإناث القائدة البيض التابع للإناث المرؤوسة كيلا تنتج المزيد من البيوض، لترشيد إنفاق الطاقة والموارد. كما لوحظ هذا السلوك في بعض أنواع النحل.  حيث تأكل ملكة النحل اليرقة المودعة من قبل العمال أو تطردهم من العش من أجل الحفاظ على الهيمنة على العاملات.